# Élections législatives hongroises de 1990
Les élections législatives hongroises de 1990 se déroulent les 25 mars et 8 avril 1990 afin de renouveler pour quatre ans les 386 membres de l'Assemblée nationale de la Hongrie.

## Contexte
Il s'agit des premières élections depuis la chute du communisme en Hongrie. Le multipartisme étant à nouveau autorisé, plusieurs nouveaux partis briguent les suffrages pour la première fois (le Forum démocrate hongrois (MDF), l'Alliance des démocrates libres (SZDSZ), le Fidesz et l'Alliance agricole (ASZ)), tandis que des partis qui existaient avant l'époque communiste et qui avaient été interdits, sont reformés pour participer au scrutin (le Parti indépendant des petits propriétaires (FKGP), le Parti populaire démocrate-chrétien (KDNP) et le Parti social-démocrate de Hongrie (MSZDP)). Pour sa part, le Parti socialiste ouvrier hongrois, l'ancien parti unique, se refonde en Parti socialiste hongrois (MSZP), parti de centre-gauche dénué de toute référence au communisme, tandis que l'aile gauche qui refuse ce changement fonde le Parti ouvrier hongrois, qui préserve, pour cette élection, le nom du parti unique.

## Système électoral
L'Assemblée nationale (Országgyűlés) est le Parlement monocaméral de la république de Hongrie. Elle se compose de 386 députés, élus pour une législature de quatre ans au suffrage universel direct selon un mode de scrutin mixte : 
- 176 députés sont élus au scrutin uninominal majoritaire à deux tours
- 128 députés sont élus au scrutin proportionnel plurinominal dans les comitats ;
- 82 députés sont désignés au scrutin proportionnel plurinominal par compensation au niveau national.

## Forces en présence
| Parti | Parti                                                                         | Idéologie                                                  | Chef de file                 | Dernier résultats                 |
| ----- | ----------------------------------------------------------------------------- | ---------------------------------------------------------- | ---------------------------- | --------------------------------- |
|       | Parti socialiste hongrois Magyar Szocialista Párt (MSZP)                      | Centre gauche Social-démocratie                            | Imre Pozsgay Ministre d'État | 288 députés Parti unique          |
|       | Parti indépendant des petits propriétaires Független Kisgazdapárt (FKGP)      | Droite Agrarisme, nationalisme, conservatisme              | Vince Vörös                  | 15,3 % des voix 68 députés (1947) |
|       | Parti populaire démocrate-chrétien Kereszténydemokrata Néppárt (KDNP)         | Centre droit National-conservatisme, démocratie chrétienne | Sándor Keresztes             | 16,5 % des voix 60 députés (1947) |
|       | Parti social-démocrate de Hongrie Magyarországi Szociáldemokrata Párt (MSZDP) | Centre gauche Social-démocratie                            | Anna Petrasovits             | 14,9 % des voix 67 députés (1947) |
|       | Forum démocrate hongrois Magyar Demokrata Fórum (MDF)                         | Centre droit Démocratie chrétienne, conservatisme          | József Antall                | Nouveau                           |
|       | Alliance des démocrates libres Szabad Demokraták Szövetsége (SZDSZ)           | Centre Social-libéralisme, libéralisme économique          | János Kis                    | Nouveau                           |
|       | Fidesz – Parti civique hongrois Fidesz – Magyar Polgári Párt (Fidesz-MPP)     | Centre droit Conservatisme, démocratie chrétienne          | Viktor Orbán                 | Nouveau                           |
|       | Parti socialiste ouvrier hongrois Magyar Szocialista Munkáspárt (MSZMP)       | Extrême gauche Communisme                                  | Gyula Thürmer                | Nouveau                           |

## Résultats
|                        |                                                   |                     |                     |                     |                     |                     |                     |                     |                     |                       |                       |                       |                       |         |              |               |  |
| Partis                 | Partis                                            | Scrutin majoritaire | Scrutin majoritaire | Scrutin majoritaire | Scrutin majoritaire | Scrutin majoritaire | Scrutin majoritaire | Scrutin majoritaire | Scrutin majoritaire | Scrutin proportionnel | Scrutin proportionnel | Scrutin proportionnel | Scrutin proportionnel | S. Nat. | Total Sièges | +/-           |  |
| Partis                 | Partis                                            | 1er tour            | 1er tour            | 1er tour            | 2e tour             | 2e tour             | 2e tour             | Total               | +/-                 | Scrutin proportionnel | Scrutin proportionnel | Scrutin proportionnel | Scrutin proportionnel | S. Nat. | Total Sièges | +/-           |  |
| Partis                 | Partis                                            | Voix                | %                   | S.                  | Voix                | %                   | S.                  | Total               | +/-                 | Voix                  | %                     | +/-                   | S.                    | S. Nat. | Total Sièges | +/-           |  |
|                        | Forum démocrate hongrois (MDF)                    | 1 186 668           | 23,93               | 3                   | 1 406 277           | 41,24               | 111                 | 114                 | 114                 | 1 214 359             | 24,73                 | Nv.                   | 40                    | 10      | 164          | 164           |  |
|                        | Alliance des démocrates libres (SZDSZ)            | 1 077 386           | 21,73               | 0                   | 1 046 076           | 30,68               | 35                  | 35                  | 35                  | 1 050 799             | 21,39                 | Nv.                   | 34                    | 23      | 92           | 92            |  |
|                        | Parti indépendant des petits propriétaires (FKGP) | 529 270             | 10,67               | 0                   | 355 112             | 10,41               | 11                  | 11                  | 11                  | 576 315               | 11,74                 | Abs.                  | 16                    | 17      | 44           | 44            |  |
|                        | Parti socialiste hongrois (MSZP)                  | 524 591             | 10,58               | 0                   | 216 561             | 6,35                | 2                   | 2                   | 2                   | 535 064               | 10,89                 | -                     | 14                    | 18      | 34           | 254           |  |
|                        | Fidesz-Parti civique hongrois (Fidesz)            | 235 558             | 4,75                | 0                   | 63 064              | 1,85                | 4                   | 4                   | 4                   | 439 649               | 8,95                  | Nv.                   | 8                     | 12      | 24           | 24            |  |
|                        | Parti populaire démocrate-chrétien (KDNP)         | 286 318             | 5,77                | 0                   | 126 636             | 3,71                | 3                   | 3                   | 3                   | 317 278               | 6,46                  | Abs.                  | 8                     | 10      | 21           | 21            |  |
|                        | Parti socialiste ouvrier hongrois (MSZMP)         | 131 422             | 2,65                | 0                   | 8 640               | 0,25                | 0                   | 0                   | en stagnation       | 180 964               | 3,69                  | Nv.                   | 0                     | 0       | 0            | en stagnation |  |
|                        | Parti social-démocrate de Hongrie (MSZDP)         | 104 010             | 2,10                | 0                   | 922                 | 0,03                | 0                   | 0                   | en stagnation       | 174 434               | 3,55                  | Abs.                  | 0                     | 0       | 0            | en stagnation |  |
|                        | Alliance agricole (ASZ)                           | 139 240             | 2,81                | 0                   | 21 923              | 0,64                | 1                   | 1                   | 1                   | 154 004               | 3,14                  | Nv.                   | 0                     | 0       | 1            | 1             |  |
|                        | Parti des entrepreneurs (VP)                      | 81 628              | 1,65                | 0                   | 5 292               | 0,16                | 0                   | 0                   | en stagnation       | 92 689                | 1,89                  | Nv.                   | 0                     | 0       | 0            | en stagnation |  |
|                        | Coalition électorale patriotique (HVK)            | 164 337             | 3,31                | 0                   | 31 526              | 0,92                | 0                   | 0                   | en stagnation       | 91 922                | 1,87                  | Nv.                   | 0                     | 0       | 0            | en stagnation |  |
|                        | Parti populaire hongrois (MNP)                    | 38 647              | 0,78                | 0                   | 1 157               | 0,03                | 0                   | 0                   | en stagnation       | 37 047                | 0,75                  | Abs.                  | 0                     | 0       | 0            | en stagnation |  |
|                        | Parti vert de Hongrie (MZP)                       | 19 434              | 0,39                | 0                   |                     |                     |                     | 0                   | en stagnation       | 17 951                | 0,37                  | Nv.                   | 0                     | 0       | 0            | en stagnation |  |
|                        | Autres partis                                     | 127 074             | 2,56                | 0                   | 63 906              | 1,87                | 0                   | 0                   | –                   | 27 296                | 0,56                  | –                     | 0                     | 0       | 0            | –             |  |
|                        | Indépendants                                      | 312 997             | 6,31                | 2                   | 62 543              | 1,83                | 4                   | 6                   | 6                   |                       |                       |                       |                       |         | 6            | 92            |  |
|                        |                                                   |                     |                     |                     |                     |                     |                     |                     |                     |                       |                       |                       |                       |         |              |               |  |
| Suffrages exprimés     | Suffrages exprimés                                | 4 958 580           | 98,10               |                     | 3 409 635           | 98,64               |                     |                     |                     | 4 909 771             | 96,61                 |                       |                       |         |              |               |  |
| Votes invalides        | Votes invalides                                   | 96 084              | 1,90                | 47 059              | 1,36                | 172 138             | 3,39                |                     |                     |                       |                       |                       |                       |         |              |               |  |
| Total                  | Total                                             | 5 054 664           | 100                 | 5                   | 3 456 694           | 100                 | 171                 | 176                 | –                   | 5 081 909             | 100                   | –                     | 120                   | 90      | 386          | 1             |  |
| Abstention             | Abstention                                        | 2 769 446           | 35,40               |                     | 4 367 416           | 55,82               |                     |                     |                     | 2 742 201             | 35,05                 |                       |                       |         |              |               |  |
| Inscrits/Participation | Inscrits/Participation                            | 7 824 110           | 64,60               | 7 824 110           | 44,18               | 7 824 110           | 64,95               |                     |                     |                       |                       |                       |                       |         |              |               |  |

## Conséquences
La défaite des socialistes est très importante, tandis que le nouveau Forum démocrate hongrois remporte la pluralité des sièges de l'Assemblée. Son leader, József Antall, parvient à former un gouvernement de centre-droit avec le Parti populaire démocrate-chrétien et le Parti indépendant des petits propriétaires.